# Vyjti zamuzj za kapitana
Vyjti zamuzj za kapitana (russisk: Выйти замуж за капитана) er en sovjetisk spillefilm fra 1985 af Vitalij Melnikov.

## Medvirkende
- Vera Glagoleva som Lena Zjuravljova
- Viktor Proskurin som Blinov
- Vera Vasiljeva
- Nikolaj Rybnikov som Petrovitj
- Jurij Demitj